# Брусиловский, Александр Яковлевич
Алекса́ндр Яковлевич Брусило́вский (род. 1953, Кривой Рог, Днепропетровская область) — советский и французский скрипач, музыкальный педагог.

## Биография
Окончил Московскую консерваторию у Юрия Янкелевича, затем в 1977—1979 учился в аспирантуре у Леонида Когана. В 1975 занял первое место на Международном конкурсе имени Маргерит Лонг и Жака Тибо в Париже. После этого много гастролировал в различных странах, а когда в начале 1980-х годов у него стали возникать сложности с выездом за пределы СССР — в 1985 покинул страну и обосновался в Париже.
Помимо широкой гастрольной деятельности, преподаёт в Версальской консерватории, возглавляет фестиваль «MusiCimes» в Куршевеле и созданный им в 1993 г. ансамбль солистов «Ricercata de Paris». Кроме того, является художественным руководителем фирмы звукозаписи «Suoni e Colori», специализирующейся на записях камерной музыки.
С 2009 возглавляет жюри Международного конкурса скрипачей имени Юрия Янкелевича в Омске.